# إحصار العصب
إحصار العصب أو الحصار العصبي الإقليمي (بالإنجليزية: nerve block)‏ هو عملية قطع متعمَّد للإشارات المنتقلة على طول العصب وغالباً إما بحقن أدوية طبية ومواد مخدرة أو بإجراء جراحة لاستئصال العصب أو إتلافه. ويعد إحصار العصب أحد الطرق المتبعة لتسكين الآلام المزمنة.
يشمل مصطلح احصار العصب أحياناً احصار العصب المركزي والذي يتضمن كلاً من: التخدير فوق الجافية والتخدير النصفي.

## الآلية
يمكن إجراء إحصار العصب عن طريق الحقن في موضع الألم، ويستخدم في الحقن مزيج من مخدر موضعي مثل ليدوكائين وأدرينالين وكورتيكوستيرويد والمواد الأفيونية.
يتسبب الأدرينالين في انقباض الأوعية الدموية مما يؤدي إلى أطالة مدة عمل المخدر. وتساعد منشطات الستيرويد على تخفيف الالتهاب. أما المواد الأفيونية فهي مسكنات يمكنها تخفيف الإحساس بالألم، ويتم الحقن إما لمرة واحدة أو الحقن عدة مرات على مدى فترة من الزمن.
ويتم إجراء عملية إحصار العصب باستخدام الحقن الموضعي في العيادات الخارجية أو المستشفيات. ويمكن إجراء العملية بمساعدة الأشعة فوق الصوتية والتنظير التألقي أو التصوير المقطعي المحوسب لتوجيه الطبيب إلى موضع دخول إبرة التخدير.
ومن غير المعروف عن ما إذا كان استخدام الأدرينالين بالإضافة إلى ليدوكايين (بنج موضعي) آمن للإحصار العصبي في أصابع اليدين والقدمين وهذا نتيجة لعدم كفاية الأدلة.

## إحصار العصب بالإصابة المتعمدة
وقد يسمى «تخريب العصب» وفيه يتم إتلاف العصب بإجراء إصابة متعمدة بالأعصاب باستعمال المواد الكيميائية أو العوامل الفيزيائية مثل التجميد أو التسخين مما يسبب ضموراً بالألياف العصبية وتعطيل مؤقت لنقل إشارات الألم خلال العصب.
في هذه الإجراءات يتم الحفاظ على الطبقة الواقية الرقيقة المغلِّفة للألياف العصبية والصفيحة القاعدية ليُسمَح للألياف التالفة بالنمو مجدداً واستعادة وظيفتها بعد فترة.

## علاج الألم بالجراحة
ويتم في هذه الجراحة تخدير المريض تخديرًا كليًا ثم يقوم جرّاح المخ والأعصاب بقطع العصب أو إزالة جزء منه أو كله مع إعادة توجيه الألياف المتبقية منه بشكل معين لمنع نموها واستعادة وظيفتها مرة أخرى. وفي حالات عدم توجيه هذه الألياف المتبقية قد يحدث أن تلتحم ببعضها بطريقة غير طبيعية مما قد يسبب ألمًا مزمنًا شديدًا وإحساس بالوخز واحمرار الجلد في منطقة الجراحة والتعرق المفرط.
وكمثال على ذلك نجد جراحة إحصار العصب الفخذي لمنع الألم في مفصل الركبة وإحصار الضفيرة العصبية القطنية وإحصار العصب الوركي.

## الإجراءات
لا يحتاج المريض إلى استعدادت مسبقة لإجراء إحصار العصب، يستغرق الإجراء بضع دقائق ويمكن إجراؤه في العيادات الخارجية أو المستشفيات وبكل تأكيد لابد من إعلام المريض بالهدف من العلاج والآثار الجانبية التي من الممكن أن تحدث.
في حالة إحصار العصب باستخدام الحقن، تُستخدم حقنة طبية تشبه تمامًا تلك المستخدمة في حقن الأدوية في الوريد أو العضل أو التطعيمات. قد يحتاج الطبيب إلى استخدام التصوير بالأشعة المقطعية لتحديد مكان الحقن بدقة، يتم مسح مكان الحقن بمطهر. يقوم الطبيب بحقن المادة الدوائية بعدة وخزات حسب حاجة المريض ويُشعر ذلك المريض ببعض الألم. يترك المريض ليستريح لمدة 15:30 دقيقة يقوم الطبيب أو الممرضة فيهم بالاطمئنان من عدم معاناة المريض من أية أعراض غير طبيعية بعدها يمكن للمريض العودة للممارسة أنشطة حياته بشكل طبيعي.
أما في حالة إحصار العصب باستخدام الليزر أو التبريد أو الحرارة فإن الجهاز المستخدم يكون في حجم اليد يسلطه الطبيب على المنطقة المصابة لعدة ثوانٍ أو دقائق حسب حالة المريض.